# Симеонов, Светлин
Светлин Иванов Симеонов (24 августа 1975, Враца) — болгарский футболист, атакующий полузащитник.

## Биография
Воспитанник клуба «Ботев» (Враца), в котором и начал взрослую карьеру в группах «В» и «Б» чемпионата Болгарии.
Выступал за молодёжную сборную Болгарии, сыграл 8 матчей и забил 3 гола[уточнить].
В марте 2001 года перешёл во владикавказскую «Аланию», но уже в июле был отзаявлен, не сыграв ни одного матча.
В начале 2000-х годов выступал в высшем дивизионе Болгарии за софийский «Локомотив». Полуфиналист Кубка Болгарии сезона 2003/04. В 2003 году сыграл 6 матчей в высшем дивизионе Турции за «Аданаспор».
С 2004 года до конца карьеры выступал за болгарские клубы, преимущественно из группы «Б». В сезонах 2008/09 и 2009/10 провёл несколько матчей в высшем дивизионе за «Черноморец» (Бургас), а в сезоне 2011/12 сыграл два матча за вышедший в высший дивизион «Ботев» (Враца). Завершил спортивную карьеру в середине 2010-х годов. Носил прозвище «Пинчера».
По состоянию на 2016 год работал в клубе «Дунав» (Русе) помощником спортивного директора.